# Hans Hermann Lechner
Hans H. Lechner (* 17. November 1931 in Röthenbach an der Pegnitz; † 27. Februar 2020) war ein deutscher Volkswirt und Professor für Volkswirtschaftslehre, insbesondere Internationale Wirtschaftsbeziehungen an der Technischen Universität Berlin.

## Leben
Lechner wurde 1959 an der Technischen Universität Berlin promoviert mit einer Arbeit zur „Marktwirtschaftlichen Theorie des neutralen Geldes“. Gemeinsam mit seinem Lehrer Alfred Kruse, einem Schüler von Adolf Weber, veröffentlichte er 1970 „Geld und Kredit“.
1988 veröffentlichte Lechner sein Hauptwerk „Währungspolitik“.
Die Schwerpunkte seiner Forschungs- und Lehraktivitäten lagen im Bereich der Geldtheorie und -politik sowie der Außenwirtschaftstheorie und -politik.
Lechner war Mitglied des Corps Berlin und der KBStV Rhaetia München. Sein Leibbursch war Helmut Kalkbrenner.

## Schriften
- Geld und Kredit. Ausgewählte Texte zur Geschichte einer Wissenschaft (hrsg. und eingeleitet von Alfred Kruse und Hans H. Lechner). Koehler, Stuttgart 1970
- Währungspolitik. de Gruyter, Berlin 1988. ISBN 3-11-007412-5